# Bogor (Cawas)
Bogor is een bestuurslaag in het regentschap Klaten van de provincie Midden-Java, Indonesië. Bogor telt 2131 inwoners (volkstelling 2010).